# Sandrigo
Sandrigo est une commune de la province de Vicence en Vénétie (Italie).

## Administration
| Période                                  | Période  | Identité       | Étiquette | Qualité |
| ---------------------------------------- | -------- | -------------- | --------- | ------- |
| 14 juin 2004                             | En cours | Barbara Trento | Centro    |         |
| Les données manquantes sont à compléter. |          |                |           |         |

### Hameaux
Ancignano, Lupia, Lupiola

### Communes limitrophes
Bolzano Vicentino, Breganze, Bressanvido, Dueville, Montecchio Precalcino, Monticello Conte Otto, Pozzoleone, Schiavon

### Évolution démographique
Habitants recensés